# Louis Mustillo
Louis Mustillo (Buffalo, 28 maggio 1958) è un attore statunitense.

## Biografia
Nato a Buffalo, New York. Ha frequentato l'Accademia americana di arti drammatiche dove era compagno degli attori Elias Koteas e Illeana Douglas. Nel 1983 Mustillo e Douglas si diplomarono al programma biennale dell'Accademia in una cerimonia tenutasi al Winter Garden Theatre di New York il 26 aprile. Alla fine del secondo anno lasciarono gli studi.
Ha recitato in più di 50 serie televisive, inclusa una prima apparizione nella serie Giudice di notte, ed è apparso in oltre 20 film. Era un membro principale del cast della serie Man of the People con James Garner. Ha anche interpretato Russell Topps nelle prime stagioni nel dramma della DreamWorks, High Incident. Ha avuto un ruolo ricorrente in I Soprano nei panni di un imprenditore paesaggistico associato alla mafia, Salvatore "Sal" Vitro. Ha recitato in The Narrows e ha interpretato lo scrittore sportivo Maury Allen nella miniserie ESPN The Bronx is Burning. Ha anche scritto e interpretato Bartenders, uno spettacolo personale andato in scena per un anno al John Houseman Theatre di New York City.
Ha avuto un ruolo ricorrente nella serie Mike & Molly, nel ruolo di Vince, l'amante della mamma di Molly.

## Filmografia parziale

### Cinema
- Una moglie per papà (Corrina, Corrina), regia di Jessie Nelson (1994)
- Freeway - No Exit (Freeway), regia di Matthew Bright (1996)
- Hellraiser - La stirpe maledetta (Hellraiser: Bloodline), regia di Kevin Yagher (1996)
- The Peacemaker, regia di Mimi Leder (1997)
- Dudley Do-Right, regia di Hugh Wilson (1999)
- Biglietti... d'amore (Just the Ticket), regia di Richard Wenk (1999)
- Rischio a due (Two for the Money), regia di D.J. Caruso (2005)
- Prova a incastrarmi - Find Me Guilty (Find Me Guilty), regia di Sidney Lumet (2006)
- My Sassy Girl, regia di Yann Samuell (2008)
- Not Fade Away, regia di David Chase (2012)
- One for the Money, regia di Julie Anne Robinson (2012)
- The Alto Knights - I due volti del crimine (The Alto Knights), regia di Barry Levinson (2025)

### Televisione
- Casalingo Superpiù (Who's the Boss?) – serie TV, un episodio (1989)
- 8 sotto un tetto (Family Matters) – serie TV, un episodio (1990)
- Giudice di notte (Night Court) – serie TV, un episodio (1990)
- In viaggio nel tempo (Quantum Leap) – serie TV, 2 episodi (1991)
- Sposati... con figli (Married... with Children) – serie TV, un episodio (1992)
- Wings – serie TV, un episodio (1990)
- Lois & Clark - Le nuove avventure di Superman (Lois & Clark: The New Adventures of Superman) – serie TV, un episodio (1995)
- High Incident – serie TV, 32 episodi (1996-1997)
- Seinfeld – serie TV, un episodio (1998)
- Ultime dal cielo (Early Edition) – serie TV, 2 episodi (1999-2000)
- Curb Your Enthusiasm – serie TV, un episodio (2000)
- E.R. - Medici in prima linea (ER) – serie TV, un episodio (2000)
- Law & Order - Unità vittime speciali (Law & Order: Special Victims Unit) – serie TV, 3 episodi (2002-2018)
- CSI: Miami – serie TV, un episodio (2004)
- I Soprano (The Sopranos) – serie TV, 4 episodi (2004-2006)
- Cold Case - Delitti irrisolti – serie TV, un episodio (2009)
- Mike & Molly – serie TV, 117 episodi (2010-2016)
- Strange Angel – serie TV, 5 episodi (2018)
- NCIS - Unità anticrimine (NCIS) – serie TV, un episodio (2020)
- Blue Bloods – serie TV, un episodio (2021)

## Doppiatori italiani
Nelle versioni in italiano delle opere in cui ha recitato, Louis Mustillo è stato doppiato da:
- Luciano Turi in High Incident
- Mino Caprio in CSI - Scena del crimine
- Giorgio Lopez in CSI: Miami
- Michele Di Mauro in Nip/Tuck
- Nicola Braile in My Sassy Girl
- Franco Mannella in Cold Case - Delitti irrisolti
- Sergio Di Giulio in Mike & Molly
- Roberto Fidecaro in NCIS - Unità anticrimine
- Guido Sagliocca in Blue Bloods
- Roberto Stocchi in The Alto Knights - I due volti del crimine